# Plusia putnami
Plusia festata
Plusia festata là một loài bướm đêm trong họ Noctuidae.

## Mô tả
Bướm trưởng thành có sải cánh khoảng 32–42 mm. Chúng thường xuất hiện từ tháng 7 đến tháng 8 ở Tây Âu và từ tháng 5 đến tháng 10 ở các vùng phía bắc của Bắc Mỹ. Thực vật thức ăn của ấu trùng gồm các loài thực vật trong chi Calamagrostis.

## Phân loài
- Plusia putnami putnami (Newfoundland, Labrador to Pennsylvania, southern Canada to Alaska, Washington to northern California, Rocky Mountains)
- Plusia putnami barbara (Morocco)
- Plusia putnami festata (Far East, Altai mountains, Japan)
- Plusia putnami gracilis (Europe, western Siberia)